# Hieracium trichophyton
Hieracium trichophyton là một loài thực vật có hoa trong họ Cúc. Loài này được (Elfstr.) Nordh. mô tả khoa học đầu tiên năm 1940.